# Habakuk (zespół muzyczny)
Habakuk – polski zespół reggae wywodzący się z Częstochowy.
Jego nazwa pochodzi od imienia biblijnego proroka Habakuka.

## Historia
Początki formacji sięgają 1989 roku, gdy na wspólnym jamowaniu spotykały się grupy Engaddi z Częstochowy i Samuel z pobliskiego Będzina.
Engaddi było kapelą stworzoną przez lidera Habakuka – Wojciecha „Brodę” Turbiarza, natomiast Samuela tworzyli Jacek i Mariusz Karolewscy.
W 1990 roku spotkania te zaowocowały powstaniem Habakuka. Początkowo nazwa zespołu brzmiała THC Habakuk. W pierwszym składzie znaleźli się: Wojciech Turbiarz (git., wok.), Jacek Karolewski (git., wok.), Mariusz Karolewski (bas), Irena Toborek (wok.), Paweł „Smerda” Derda (instr. klaw.). W tym czasie przez zespół przewinęło się bardzo wiele osób, głównie perkusistów (m.in. Dariusz Litera i Grzegorz Kwiczoł).
W 1991 roku do zespołu dołączyła sekcja dęta: Wojciech Kowalski (sax.) i Piotr „Fi” Hutny (trąbka) oraz Artur Szumlas (dub master), który wkrótce stał się osobą w głównej mierze tworzącą specyficzny habakukowski klimat, pisząc teksty utworów, malując obrazy, robiąc koszulki, naklejki, okładki i plakaty.
W tym składzie Habakuk zagrał m.in. na festiwalach: Reggae Nad Wartą (1992), Reggae Christmas (Piotrków Trybunalski, 1992), Reggae Messages (Warszawa, 1992) czy Africa Is Hungry (Toruń, 1992 i 1993) oraz jesienią 1993 r. na Arts & Culture w Berlinie.
Jesienią 1991 r. powstała kaseta demo Party, będąca autentycznym zapisem reggae’owej „balangi” w studenckim radiu Klika w Częstochowie.
W 1993 Habakuk zawiesił działalność koncertową poszukując nowego oblicza, zarówno personalnego jak i artystycznego, a Artur Szumlas i Wojciech Turbiarz pod szyldem Family Front zaczęli tworzyć imprezy Ragga Party, będące jednocześnie sound systemem i performancem. Równocześnie powstała nowa twarz Habakuka – teatr Rub Ritual i happeningi Dziecinada tu, czyli łyk swobody dla dobrej pogody oraz Ziemia jest święta – instalacja przestrzenna, ja i ja jedno tchnienie.
W 1994 zespół zaczął ponownie koncertować. Muzyka zyskała bardziej rockowe oblicze, jednak cały czas z rozpoznawalnym reggae’owym pulsem. W tym czasie w formacji grali: Wojciech Turbiarz (git., wok.), Paweł Derda (git.), Wojciech Cyndecki (bas), Dominik Ludwin (perk.), Andrzej „Harry” Łozowski (instr. perk.) i Artur Szumlas (sztuka ulotna, toasty).
W 1997 nastąpiły kolejne zmiany personalne – w lutym miejsce Dominika Ludwina zajął Jaromir Puszek. Doszedł również Piotr „Dziki” Chrząstek (instr. klaw., wok.) – założyciel i lider częstochowskiej formacji hip-hopowej Sektor B, co zaowocowało wprowadzeniem rapu do muzyki Habakuka (festiwal Odjazdy w 1997 r.).
W listopadzie 1997 Pawła Derdę zastąpił na gitarze Michał Walczak. W międzyczasie Habakuk nagrał w zaprzyjaźnionym częstochowskim Studio Radioaktywni materiał noszący tytuł Rub Ritual. W nagraniach uczestniczyła grająca na flecie poprzecznym Ewa Kołecka, współpracująca również z Pidżamą Porno i THC-X. Później kilka utworów z tej sesji znalazło się na albumie grupy Rub Pulse (Serce, Jedność).
W tym czasie zespół wiele koncertował, a jego członkowie byli współorganizatorami takich imprez jak: Reggae Meeting (1997 i 1998), Rym Częstochowski – Hip Hop Festiwal (1998) oraz Marleyki (1998).
Rok 1998 przyniósł kolejne zmiany składu. Wówczas zespół tworzyli: Wojciech Turbiarz (git. wok.), Wojciech Cyndecki (bas), Jaromir Puszek (perk.), Krzysztof „Kiczu” Niedźwiecki (git., wok.), Jacek Otręba (instr. klaw.) i Artur Szumlas (sztuka ulotna).
W tym składzie, w styczniu 1999, Habakuk dokonał nagrań w katowickim cyberstudio. W sesji brali również udział Ewa Kołecka (flet) i Michał Walczak (git.). Owocem nagrań było 12 utworów utrzymanych w klimacie rootsowo-rockowym. Materiał nosił tytuł Mniam! Mniam! REGE i ukazał się w marcu 1999 r., nakładem bytomskiej wytwórni W Moich Oczach. Płyta spotkała się ze znakomitymi recenzjami w największych opiniotwórczych magazynach muzycznych.
Latem 1999 zespół występował jako support przed gwiazdami światowego reggae, Mad Professorem i Macka B. Koncerty odbyły się w Chorzowie i Warszawie.
Po koncertach, zaangażowany w wiele innych projektów Jacek Otręba opuścił zespół. Zastąpił go Daniel Pomorski, grający również na trąbce. Dołączył także Mikołaj Kopeć, który odpowiadał za brzmienie zespołu na żywo (live-mix). W tym samym roku występ Habakuka na żywo mogła zobaczyć cała Polska – festiwal Tam Gdzie Biją Źródła na Równicy w Ustroniu był transmitowany przez drugi program TVP. Habakuk grał tam obok m.in. Zion Train i Juniora Delgado.
W 2000 zespół uczcił jubileusz 10-lecie istnienia wydawnictwem Rub Pulse. Zawierało ono nagrania z lat 1996-2000, ale krążek był mocno wzbogacony brzmieniem elektronicznym. Grupa została też doceniona przez Gazetę Wyborczą, która w podsumowaniu roku 2000 wymieniła Habakuka jako jedną z większych nadziei polskiej muzyki. W sierpniu do zespołu doszedł klawiszowiec Marek Makles, zastępując Daniela Pomorskiego. W tym jubileuszowym roku najważniejszymi koncertami Habakuka były: Marleyki w Łodzi (obok zespołów Daab, Bakszysz, Maleo Reggae Rockers i innych), koncert na Regałowisku w Bielawie. Poza tym zespół zagrał kilkadziesiąt mniejszych koncertów.
W 2001 wspólne występy z Habakukiem rozpoczęła znana postać polskiego reggae, Monika Biczysko z grup Bakshish i Credon. Zespół wystąpił m.in. na festiwalu Afryka w Toruniu, na Punkowej Wielkiej Orkiestrze Świątecznej Pomocy w Krakowie oraz w charakterze gwiazdy na finałowym koncercie festiwalu Wiosna Reggae – Marleyki 2001 we Wrocławiu. Wielkim przeżyciem był występ dla 250 tys. ludzi na Przystanku Woodstock w Żarach.
Jesienią 2001 r. grupa rozstała się z Mikołajem Kopciem, który poświęcił się swej działalności, a odpowiedzialność za brzmienie zespół oddał w ręce Adama Celińskiego. Wyrazem uznania dla grupy był występ podczas Finału Wielkiej Orkiestry Świątecznej Pomocy 2002 na żywo w studiu telewizyjnym przy ul. Woronicza w Warszawie.
Pod koniec 2002 roku Habakuk wydał trzecią, bardzo przebojową płytę Muzyka, słowo, liczba, kolor, na której utrzymany był muzyczny kierunek obrany na poprzednich krążkach. Gościnnie w nagraniach wzięli udział Antoni Gralak oraz Mateusz Pospieszalski i Anna Patynek na instrumentach perkusyjnych, a także wielu innych zaprzyjaźnionych muzyków. W prasie ukazały się pochlebne recenzje, w różnych stacjach telewizyjnych prezentowany był teledysk do utworu Wrażenia.
Pod koniec 2003 roku zespół przejechał niemal całą Polskę w ramach trasy Rege Tonite. 37 koncertów zgromadziło prawie 8-tysięczną publiczność.
Wiosną 2004 roku grupa wspólnie z płockim Farben Lehre oraz pabianickim Proletaryatem odbyła cieszącą się dużą frekwencją trasę Punky Reggae Party.
Muzycy Habakuka występowali też z Muńkiem Staszczykiem (T.Love jako projekt Rege Inna Polish Stylee).
Pod koniec 2005 roku Habakuk powrócił winylowym wydawnictwem Hub-a-dub, na którym znalazły się nagrania zespołu w remiksach Wszystkich Wschodów Słońca, Kadubry, Activatora i Adama Celińskiego.
Grudzień 2005 przyniósł najnowszy album grupy zatytułowany 4 Life, poprzedzony singlem Życia Rytm. Wśród zaproszonych gości na płycie pojawili się m.in.: Muniek Staszczyk, Pablopavo, Reggaenerator (oboje Vavamuffin), Bob One, DaBass (oboje Rub Pulse Sound System), Janusz „Yanina” Iwański i inni. Teksty do kilku piosenek napisał Sławomir Gołaszewski.
8 stycznia 2006 Habakuk zagrał koncert w Studiu Programu 3 Polskiego Radia im. Agnieszki Osieckiej w Warszawie.
3 sierpnia 2007 zespół po raz drugi w karierze wystąpił podczas Przystanku Woodstock, tym razem w Kostrzynie nad Odrą. Występ, podczas którego usłyszeć można było zarówno stare kawałki jak i piosenki pochodzące z najnowszej płyty, spotkał się z ciepłym przyjęciem licznie zgromadzonej publiczności. W tym samym roku Habakuk wystąpił również m.in. w Mysłowicach podczas festiwalu Off Festival oraz na festiwalu w Glastonbury.

## Muzycy
Obecny skład zespołu
- Wojciech „Broda” Turbiarz (gitara, wokal)
- Wojciech Cyndecki (gitara basowa)
- Kordian Nowicki (gitara, wokal)
- Jaromir Puszek (perkusja)
- Damian Kluźniak  (instrumenty klawiszowe)
- Błażej Koza (saksofon)
- Damian Socha (trąbka)
- Mikołaj Kopeć (reżyser dźwięku)

## Rege Inna Polish Stylee
Rege Inna Polish Stylee to projekt powołany do życia w 1999 r. przez członków zespołu Habakuk i Muńka Staszczyka (wokalistę zespołu T.Love).
Pierwszy wspólny występ miał miejsce 6 września 2001 w Częstochowie.
Repertuar koncertowy to przede wszystkim covery takich wykonawców jak: Izrael, Brygada Kryzys, The Police, The Clash, Bob Marley, Offspring, Marek Grechuta, a także kompozycje Habakuka.
Na scenie obok Muńka i Habakuka czasem pojawiali się zapraszani goście, np. Andrzej Zeńczewski (Daab), Grzegorz Nowicki (The Naturals).
Lista polskich coverów grywanych na koncertach przez RIPS:
- Deadlock Ambicja
- Kryzys Armagedon
- Brygada Kryzys To co czujesz
- Brygada Kryzys Babilon upadł
- Brygada Kryzys Ganja
- Bakszysz Samotność
- Marek Grechuta Dni, których nie znamy
- Dżem Naiwne pytania
- Izrael Leave Me Alone
- Izrael Wojna w Babilonie
- Izrael Biada biada
- Izrael Children on the Road
- Izrael Nikt
- Izrael Wolny naród
- Izrael Jump Out
- Kultura Żyję w tym mieście
- T.Love I Love You
- Tomek Lipiński Fale łaski
- Tilt Runął już ostatni mur
- Voo Voo Nim stanie się tak
- Rebels Tradycja Babilonu
- Immanuel Cywilizacja
- Immanuel Jedno prawo
- Immanuel Kocham cię tak samo

## Dyskografia
Albumy
| Rok  | Tytuł                                                                     | Pozycja na liście |
| Rok  | Tytuł                                                                     | POL               |
| ---- | ------------------------------------------------------------------------- | ----------------- |
| 1999 | Mniam! Mniam! REGE - Data: 1999 - Wydawca: W Moich Oczach                 | –                 |
| 2000 | Rub_Pulse - Data: 2000 - Wydawca: W Moich Oczach                          | –                 |
| 2002 | Muzyka, słowo, liczba, kolor - Data: 2002 - Wydawca: Gigant Records       | –                 |
| 2005 | Hub-A-Dub - Data: 29 sierpnia 2005 - Wydawca: Gigant Records              | –                 |
| 2005 | 4 Life - Data: 5 grudnia 2005 - Wydawca: Gigant Records                   | –                 |
| 2007 | A ty siej - Data: 5 marca 2007 - Wydawca: EMI Music Poland                | 3                 |
| 2008 | Przystanek Woodstock 2006 - Data: 21 stycznia 2008 - Wydawca: Złoty Melon | –                 |
| 2008 | Family Front - Data: 12 maja 2008 - Wydawca: Lou & Rocked Boys            | 50                |
| 2011 | Sztuka ulotna - Data: 21 marca 2011 - Wydawca: Mystic Production          | 21                |
| 2015 | Regrowth - Data: 6 czerwca 2015 - Wydawca: Mystic Production              | –                 |

Single
| Rok  | Tytuł                                | Pozycja na liście | Pozycja na liście |
| Rok  | Tytuł                                | SLiP              | LP3               |
| ---- | ------------------------------------ | ----------------- | ----------------- |
| 2004 | "Rozczochrany Łeb"                   | –                 | –                 |
| 2005 | "Życia Rytm"                         | –                 | –                 |
| 2005 | "Dobry Riddim"                       | –                 | –                 |
| 2007 | "Mury"                               | 16                | 15                |
| 2007 | "Wędrówka z cieniem"                 | 5                 | 47                |
| 2007 | "Źródło"                             | 29                | 13                |
| 2008 | „Miasto” (oraz Muniek)               | –                 | –                 |
| 2008 | „Jesteś Drogą” (oraz Renata Przemyk) | –                 | –                 |
| 2011 | "Słoik"                              | 26                | –                 |
| 2011 | "Bob Marley"                         | –                 | 50                |
| 2015 | "Siadaj nie gadaj"                   | –                 | –                 |

Dema
| Rok  | Tytuł              |
| ---- | ------------------ |
| 1991 | Party              |
| 1994 | Kambekturuts       |
| 1994 | Ragga Party        |
| 1994 | Urban Jungle Music |
| 1998 | Rub Ritual         |